# گهابوترا
گهابوترا (به انگلیسی: Ghabutra) یک منطقهٔ مسکونی در پاکستان است که در اسلام‌آباد واقع شده‌است. گهابوترا ۴۲٬۲۳۱ نفر جمعیت دارد و ۵۷۵ متر بالاتر از سطح دریا واقع شده‌است.